# Pomatonota
Pomatonota is een geslacht van rechtvleugeligen uit de familie sabelsprinkhanen (Tettigoniidae). De wetenschappelijke naam van dit geslacht is voor het eerst geldig gepubliceerd in 1838 door Burmeister.

## Soorten
Het geslacht Pomatonota  is monotypisch en omvat slechts de volgende soort:
- Pomatonota dregii (Burmeister, 1838)